# Fare San Martino
Fare San Martino (fàa Sàn Martéen o fàa Sàn Martín in lombardo, fè San Martìn in piemontese, fà Sàn Martén in piacentino, fèr Sàn Martèin in modenese, far San Martin in Veneto) è un modo di dire usato nel territorio a vocazione agricola della pianura padana. Significa "cambiare lavoro e luogo di lavoro" o, in senso più ampio, "traslocare". Nell'area bolognese esiste una variante con lo stesso significato: "fare San Michele", anch'essa legata alla scadenza dei contratti, che nella zona era tradizionalmente fissata l'8 maggio.

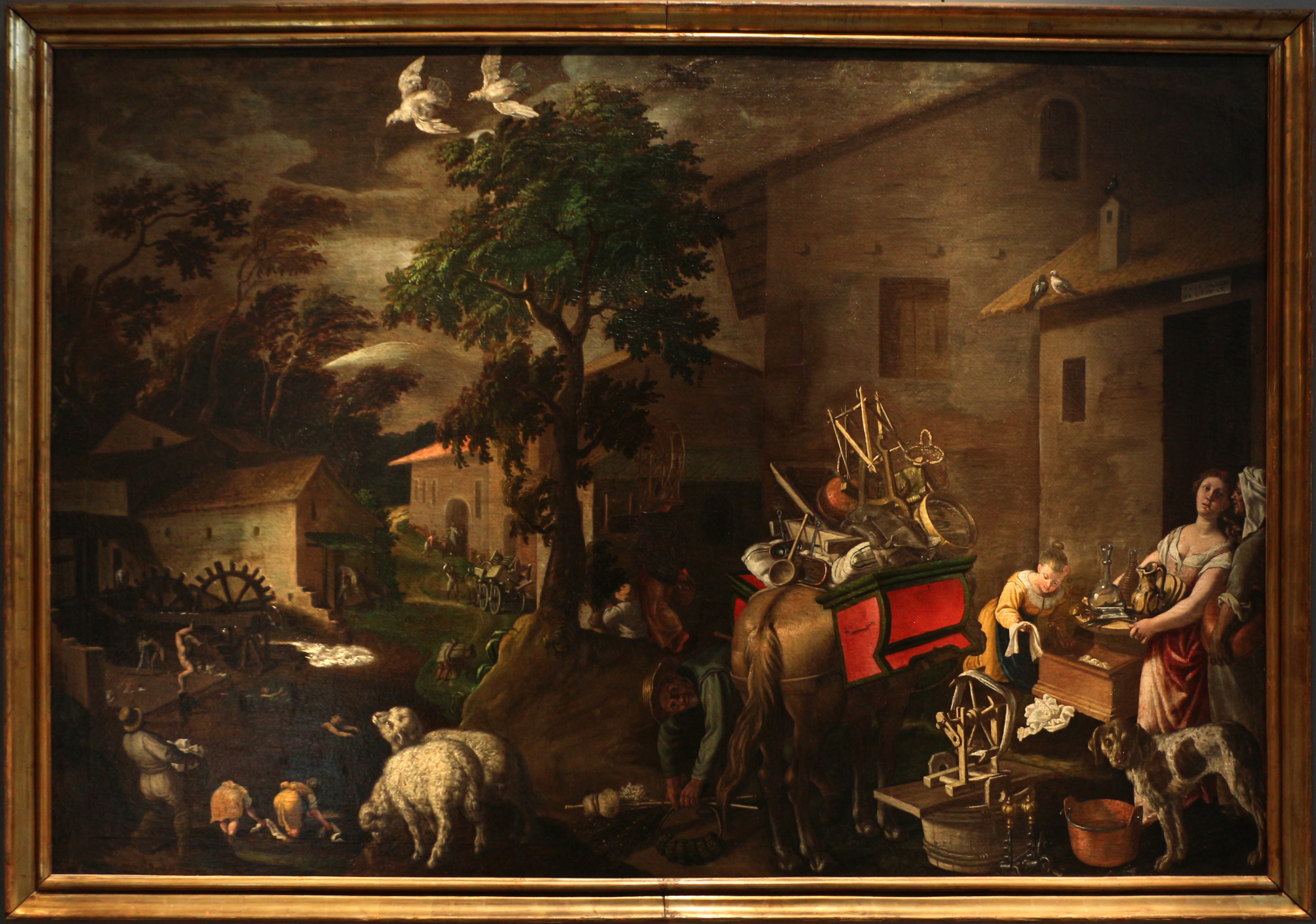
Vincenzo Campi, il sanmartino

## Origini
L'origine di questa espressione risale ad alcuni secoli or sono e aveva un riscontro pratico sino a qualche decennio fa, quando una significativa parte della popolazione attiva nella pianura padana era occupata nel settore agricolo in qualità di braccianti o mezzadri.
L'anno lavorativo dei contadini terminava agli inizi di novembre, dopo la semina.  Qualora il datore di lavoro, proprietario dei campi e della cascina, non avesse rinnovato il contratto con il contadino per l'anno successivo, questi era costretto a trovare un nuovo impiego altrove, presso un'altra cascina. All'epoca, in assenza di efficienti mezzi di trasporto, il lavoro era organizzato in modo tale che il contadino abitasse sul luogo di lavoro in un'abitazione messa a disposizione dal padrone del fondo agricolo. Un cambio di lavoro comportava quindi un trasloco per il contadino e la sua famiglia. La data scelta per il trasferimento, per tradizione e per ragioni climatiche (estate di San Martino), era quasi sempre l'11 novembre, giorno in cui la Chiesa ricorda San Martino di Tours. In molte località, la piazza dove contadini e proprietari si ritrovavano in tale data al fine di stipulare i contratti per l'anno seguente era spesso quella di fronte all'omonima chiesa o ha preso successivamente il nome di "piazza San Martino".
L'espressione potrebbe avere avuto origine dal borgo di San Martino dall'Argine, nel Mantovano, dove ogni anno si celebra un'antica fiera, concessa da Pirro Gonzaga (1490-1529), signore del luogo.
Un riscontro storico della diffusione di questa locuzione è legato alla battaglia di Solferino e San Martino. Si tramanda che il re Vittorio Emanuele II, preoccupato per l'andamento della battaglia di San Martino, si fosse rivolto nel comune dialetto ad una formazione di soldati piemontesi della Brigata "Aosta", di passaggio da Castelvenzago, con la celebre frase: «Fieuj, o i pioma San Martin o j'auti an fa fé San Martin a noi!» («Ragazzi, o prendiamo San Martino o gli altri fan fare San Martino a noi!»).